# Дэвис, Диана Сергеевна
Диана Сергеевна Дэвис (род. 16 января 2003, Лас-Вегас, Невада) — российская и грузинская фигуристка, выступающая в танцах на льду с Глебом Смолкиным. Дочь Этери Тутберидзе.
С 2023 года Дэвис и Смолкин представляют Грузию. Ранее они выступали за Россию и были победителями Warsaw Cup (2021), серебряными призёрами чемпионата России (2022) и участниками Олимпийских игр (2022). Мастер спорта России (2016).
По состоянию на 13 января 2024 года пара занимает 24-е место в рейтинге Международного союза конькобежцев (ИСУ).

## Биография
Родилась в США, детство провела в России. Мать — российский тренер по фигурному катанию Этери Тутберидзе. В детстве у Дэвис была диагностирована нейросенсорная тугоухость, вызванная неправильно назначенными антибиотиками. Со временем болезнь отступила, так в 2019 года фигуристка написала, что у неё больше нет никаких проблем со слухом, вследствие чего она отказалась от слуховых аппаратов: «Я живу обычной жизнью, учусь в обычной школе, прекрасно слышу и разговариваю с людьми».
С марта 2022 года замужем за своим партнёром по танцам на льду Глебом Смолкиным.

## Карьера

### Начало
В детстве Диана хотела заниматься синхронным плаванием, но начала заниматься фигурным катанием, чтобы чаще видеться с матерью. В шестилетнем возрасте приступила к тренировкам в Центре спорта и образования «Самбо 70», в отделении «Хрустальный» под руководством Этери Тутберидзе. В одиночном катании результаты были нестабильные. Диана то попадала в пятёрку лидеров, то оказывалась во втором десятке. Во время выступлений в женском одиночном катании принимала участие в первенстве Москвы, этапах и финале Кубка России, Мемориале Волкова, завоевала бронзовую медаль на открытом первенстве на призы президента Федерации фигурного катания на коньках города Москвы 2015 года.
В 2015 году стала мастером спорта России по фигурному катанию на коньках.
В 2016 году перешла в танцы на льду, чтобы снизить риск травм из-за отсутствия координации при выполнении прыжковых элементов.

### Сезон 2016—2017
В танцах на льду первым партнёром Дианы Дэвис стал бывший одиночник Денис Пичужкин. Спортсмены тренировались под руководством Дениса Самохина и хореографа Марии Боровиковой, однако паре не удалось принять участие ни в одном соревновании.

### Сезон 2017—2018
В 2017 году Диана Дэвис сменила партнёра на Фёдора Варламова. Фигуристы победили на III этапе Кубка Санкт-Петербурга, дважды поднимались на пьедестал на этапах Кубка России (в Сочи стали третьими, в Москве — вторыми). В декабре выступили на первых международных соревнованиях Santa Claus Cup в Будапеште, где заняли шестое место.
В январе 2018 года в Саранске на первенстве России по фигурному катанию среди юниоров Дэвис / Варламов стали тринадцатыми, через месяц в финале Кубка России — заняли шестое место.

### Сезон 2018—2019
В 2018 году у Дианы появился новый партнёр — Глеб Смолкин, тренерами пары стали Светлана Алексеева, Елена Кустарова и Ольга Рябинина.
Фигуристы выступили на первенстве Москвы (140,93) и первом этапе кубка России (142,85), оба раза стали третьими. Международный дебют пары состоялся в Чехии на этапе юниорской серии Гран-при, где спортсмены завоевали бронзовые медали (148,62). Далее продолжили соревноваться на Volvo Open Cup (154,43), также с третьим результатом. На вторую ступень пьедестала поднимались на Мемориале Н. А. Панина (143,32), Tallinn Trophy и на Российско-китайских молодёжных играх (155,20). Первенство России среди юниоров закончили на девятой строчке турнирной таблицы с результатом 154,09 балла.
В феврале 2019 года фигуристы приняли участие в Кубке России по фигурному катанию в Нижнем Новгороде, лидировали после короткого танца, но после произвольной программы стали вторыми, завоевав серебряные медали (163,36). Фигуристы обновили свой личный рекорд почти на девять баллов, проиграв соперникам 0,18 балла.

### Сезон 2019—2020
Летом 2019 года пара Дэвис / Смолкин заявила о смене тренера и переезде в США к Игорю Шпильбанду для продолжения тренировок. Под руководством нового тренера фигуристы завоевали серебряные медали на каждом из двух этапов юниорского Гран-при — в Лейк-Плэсиде (160,17) и в Челябинске (158,24), получив право выступать в финале. В ноябре 2019 года спортсмены добились первой золотой медали в карьере, заняв первое место на турнире Volvo Open Cup в Риге (167,17). В финале юниорского Гран-при в Турине Дэвис / Смолкин расположились лишь на шестой строчке в общем зачёте, получив низкие уровни на некоторых элементах (152,21). После неудачного выступления, фигуристы собрались и сумели завоевать бронзовую медаль на первенстве России среди юниоров в Саранске (180,97). На завершающем сезон соревновании — Чемпионате мира среди юниоров в Таллине, Дэвис и Смолкин стали пятыми (165,22).

### Сезон 2020—2021
В июле 2020 года Диана Дэвис получила перелом лодыжки и не смогла полноценно тренироваться, в результате фигуристы пропустили чемпионат России среди юниоров, а международные соревнования для юниоров были отменены из-за пандемии коронавируса.
К соревнованиям фигуристы вернулись лишь в марте 2021 года, приняв участие в финале Кубка России в Москве, где заняли первые места в ритм-танце (74,22) и в произвольной программе (112,16), с общим результатом 186,38 балла, получив золото.

### Сезон 2021—2022
В сезоне 2021—2022 Диана Дэвис с партнёром Глебом Смолкиным перешли во взрослое катание. На предсезонных контрольных прокатах в Челябинске представили ритм-танец на композицию «Вoom Boom Pow» американской группы «Вlack Eyed Peas». В произвольном танце продемонстрировали программу прошлого сезона под саундтрек из фильма «Мулен Руж!».
На дебютном во взрослом сезоне турнире U.S. International Classic в Норвуде Диана Дэвис и Глеб Смолкин показали второй результат в ритм-танце (75,21). В произвольном танце также стали вторыми (115,42). В итоговом зачёте стали серебряными призёрами турнира, набрав за два выступления 190,63 балла.
В конце октября дебютировали на втором этапе серии Гран-при по фигурному катанию Skate Canada International 2021, который проводился в Канаде. Диана Дэвис и Глеб Смолкин заняли пятое место.
В ноябре фигуристы приняли участие в двух международных соревнованиях, входящих в серию «Челленджер». Остановились в шаге от пьедестала на Cup of Austria с результатом 184,62 балла за две программы. На турнире Warsaw Cup лидировали после ритм-танца, за две программы набрали 199,90 балла и заняли первое место.
На чемпионате России, в ритмическом танце с 83,99 баллами, заняли третье место. В произвольном танце получили 123,71 балла, став вторыми. В итоге стали серебряными призёрами чемпионата России.
В январе 2022 года фигуристы выступили на чемпионате Европы, проводившемся в эстонской столице Таллине, где показали седьмой результат. За произвольный танец получили от судей 113,29 балла и в сумме 186,61.
По решению Федерации фигурного катания на коньках России танцевальный дуэт Диана Дэвис и Глеб Смолкин вошли в состав российской олимпийской команды фигуристов. На Олимпиаде пара заняла 14 место, набрав 179,82 баллов по сумме двух программ.
В связи с вторжением России в Украину, Дэвис и Смолкин, наравне с другими российскими фигуристами, были отстранены от международных соревнований под эгидой ISU. По информации The Wall Street Journal, 18 марта, спустя две с половиной недели после наложения запрета, гражданка США по праву рождения Дэвис и её партнёр Смолкин поженились в Лас-Вегасе. The Wall Street Journal указывает, что их женитьба — это шаг к ускоренной натурализации Смолкина и к переходу пары в сборную США с целью выступить на Олимпиаде 2026 года.

### Сезон 2023—2024
5 июня 2023 Федерация фигурного катания Грузии объявила о переходе Дэвис и Смолкина под флаг Грузии.
В августе 2023 года с результатом 191,82 балла по результатам двух программ дуэт занял первое место на Ice Dance International в США.
В октябре 2023 года с результатом 191,84 балла по сумме двух программ пара выиграла Budapest Trophy.
В 2024 году Дэвис и Смолкин сменили тренерскую команду. Они покинули группу Алексея Килякова в США, перебравшись в «самую доминирующую школу фигурного катания» — Ice Academy of Montreal.

## Программы
| Сезон     | Ритмический танец | Произвольный танец | Показательные номера |
| --------- | --- | --- | --- |
| 2023—2024 | - Bad - Liberian Girl - Cheater Майкл Джексон | - Suite (из балета «Лебединое озеро») П. И. Чайковский в исполнении Риккардо Мути - Nina's Dream - Power, Seduction, Cries - Perfection (из фильма «Чёрный лебедь») Клинт Мэнселл хореография: Елена Новак, Алексей Киляков | |
| 2022—2023 | Не участвовали в соревнованиях | Не участвовали в соревнованиях | Не участвовали в соревнованиях                                                                                                  |
| 2021—2022 | - Boom Boom Pow The Black Eyed Peas - Bom Bidi Bom (из фильма «На пятьдесят оттенков темнее») Ник Джонас и Ники Минаж хореография: Паскуале Камерленго и Адриенна Ленда | - El Tango de Roxanne в исполнении Юэн Макгрегор, Хосе Фелисиано и Яцек Коман - Your Song в исполнении Юэн Макгрегор и Алессандро Сафина (из фильма «Мулен Руж!») хореография: Паскуале Камерленго и Адриенна Ленда         | - Ev’rybody Wants to Be a Cat (из мультфильма «Коты-аристократы») Фил Харрис хореография: Игорь Шпильбанд и Паскуале Камерленго |
| 2020—2021 | - Ev’rybody Wants to Be a Cat (из мультфильма «Коты-аристократы») Фил Харрис хореография: Игорь Шпильбанд и Паскуале Камерленго                                         | - El Tango de Roxanne в исполнении Юэн Макгрегор, Хосе Фелисиано и Яцек Коман - Your Song в исполнении Юэн Макгрегор и Алессандро Сафина (из фильма «Мулен Руж!») хореография: Паскуале Камерленго и Адриенна Ленда         | |
| 2019—2020 | - Ev’rybody Wants to Be a Cat (из мультфильма «Коты-аристократы») Фил Харрис хореография: Игорь Шпильбанд и Паскуале Камерленго                                         | - Always Watching You - Love Is Gone Питер Чинкотти хореография: Игорь Шпильбанд, Паскуале Камерленго | |
| 2018—2019 | - Танго: Oblivion Астор Пьяццолла - Танго: Por una Cabeza в исполнении Il Divo хореография: Михаил Колегов                                                              | - Los Muertos Vivos Estan Tambuco - Writing’s on the Wall (из фильма «007: Спектр») Сэм Смит хореография: Михаил Колегов | - Diamonds Рианна |

## Результаты

### Выступления за Грузию
С Глебом Смолкиным
| Соревнования                        | 23/24         | 24/25         |
| Международные                       | Международные | Международные |
| ----------------------------------- | ------------- | ------------- |
| Чемпионат Европы                    | 8             | 8             |
| Челленджеры. Budapest Trophy        | 1             |               |
| Челленджеры. Мемориал Ондрея Непелы | 2             |               |
| Челленджеры. Мемориал Дениса Тена   | 1             |               |
| Lake Placid Ice Dance International | 1             |               |

### Выступления за Россию
С Глебом Смолкиным
| Соревнования                 | 18/19         | 19/20         | 20/21         | 21/22         |
| Международные                | Международные | Международные | Международные | Международные |
| ---------------------------- | ------------- | ------------- | ------------- | ------------- |
| Олимпийские игры             |               |               |               | 14            |
| Чемпионат Европы             |               |               |               | 7             |
| Этапы Гран-при. Skate Canada |               |               |               | 5             |
| Челленджеры. Cup of Austria  |               |               |               | 4             |
| Челленджеры. Warsaw Cup      |               |               |               | 1             |
| U.S. Classic                 |               |               |               | 2             |
| Национальные                 |               |               |               |               |
| Чемпионат России             |               |               |               | 2             |
| Первенство России            | 9             | 3             |               |               |
| Финал Кубка России           |               |               | 1 юн.         |               |
| Международные среди юниоров  |               |               |               |               |
| Чемпионат мира среди юниоров |               | 5             |               |               |
| Финал Гран-при среди юниоров |               | 6             |               |               |
| Этапы Гран-при. США          |               | 2             |               |               |
| Этапы Гран-при. Россия       |               | 2             |               |               |
| Volvo Open Cup               | 3             | 1             |               |               |
| Гран-при Чехии               | 3             |               |               |               |
| Tallinn Trophy               | 2             |               |               |               |

## Ведомственные награды
- Мастер спорта России (2016)[50].